# Kamigoryōmae-dōri
Le Kamigoryōmae-dōri (上御霊前通, Kamigoryōmae-dōri) est une voie du centre-nord de Kyoto, dans les arrondissements de Kamigyō et de Kita. Orientée est-ouest, elle débute au Kamo-kaidō et termine au Chiekōin-dōri.

## Description

### Situation
Le Kamigoryōmae-dōri consiste en la limite nord de l'arrondissement de Kamigyō et la limite sud de l'arrondissement de Kita, et traverse notamment les quartiers d'Izumotawara-chō (出雲路俵町) et Murasakinohigashifujinomori-chō (紫野東藤ノ森町). Elle suit le Teranouchi-dōri (寺之内通) Rozanji-dōri (蘆山寺通) et précède le Kuramaguchi-dōri (鞍馬口通). Elle débute au Kamo-kaidō, près des berges de la rivière Kamo et termine au Chiekōin-dōri. La rue est très sinueuse, et sa largeur varie grandement, car elle traverse des zones résidentielles, commerciales et des quartiers de temples.
La rue mesure presque 2 kilomètres. La circulation se fait dans les deux sens à partir du Kamo-kaidō, avant de devenir en sens unique vers l'ouest à partir de Muromachi. De Shinmachi à Horikawa, la circulation est de nouveau dans les deux sens, puis de l'est vers l'ouest entre Horikawa et Ōmiya. Dans la dernière portion d'Ōmiya à Chiekōin, la circulation se fait d'est en ouest en sens unique. La raison pour laquelle les premières sections sont assez larges pour avoir deux voies est dû au fait qu'il y avait avant un canal pour divertir l'eau du Kamo vers le canal du lac Biwa.

### Voies rencontrées
De l'est vers l'ouest. Les voies rencontrées de la droite sont mentionnées par (d), tandis que celles rencontrées de la gauche, par (g). Seules les rues portant un nom sont listées.
1. Kamo-kaidō (加茂街道)
2. Teramachi-dōri (en) (寺町通)
3. Karasuma-dōri (en) (烏丸通)
4. Muromachi-dōri (en) (室町通)
5. Koromonotana-dōri (衣棚通)
6. Shinmachi-dōri (ja) (新町通)
7. Ogawa-dōri (小川通)
8. Horikawa-dōri (en) (堀川通)
9. Ōmiya-dōri (en) (大宮通)
10. Ōmiya-dōri Nishi-ura (en) (大宮通西裏)
11. Chiekōin-dōri (智恵光院通)

- Sources : (ja) Université Ritsumeikan Asia Pacific (en), « 近代京都オーバーレイマップ », sur Art Research Center,‎ 2022 (consulté le 29 décembre 2022).

## Odonymie
Le nom Kamigoryō vient du Goryō-jinja, sanctuaire shinto aussi appelé Kamigoryō-jinja (ja) (上御霊神社), du fait qu'il existe un Shimogoryō-jinja (ja) (下御霊神社) plus au sud, au coin de Teramachi et de Marutamachi (丸太町通). Le « Kami » (上) signifie « haut » et le « shimo » (下) signifie « bas », donc ce sanctuaire s'agit du sanctuaire Goryō du haut. La rue traverse la porte du sanctuaire et porte donc ce nom, le partie « mae » (前) du nom de la rue signifiant « devant ».

## Histoire
En 1467, un conflit éclate entre Hatakeyama Masanaga (畠山 政長) et Hatakeyama Yoshinari (畠山 義就) au Goryō-jinja. C'est une des sources qui va causer la guerre d'Ōnin, qui éclate vraiment après une dispute entre Hosokawa Katsumoto (細川 勝元) et Yamana Sōzen (山名 宗全). La faction Hosokawa avait établi leurs quartiers généraux sur la rue, près du sanctuaire Goryō. Le territoire occupé par cette faction était nommé le Higashijin (東陣, faction de l'est), tandis que celui occupé par les Yamana était appelé le Nishijin (西陣, faction de l'ouest). Après la guerre, le nom Higashijin avait disparu, mais celui de Nishijin était resté et est devenu celui du quartier textile de la ville.
Vers 1762, la rue allait du sanctuaire Kamigoryō au Suika Tenman-gū et correspondait au Tenjin no Zushi (天神辻子) de l'époque d'Edo (aux alentours de Horikawa),. La portion de la rue à la hauteur d'Ogawa s'appelait l'Ōgi no Zushi (扇の辻子), nommée après le quartier Ōgimachi (扇町) et la portion entre le Myōkaku-ji et le Myōken-ji correspondait au Myōkakujimae no Zushi (妙覚寺前の辻子),. De la fin de l'ère Meiji au début de l'ère Taishō, la rue est étendue jusqu'à Ōmiya à l'ouest et à Teramachi à l'est. Au début de l'ère Shōwa, la rue est ouverte entre Teramachi et Kamo-kaidō dans la cadre du projet du réajustement du territoire (ja).

## Patrimoine et lieux d'intérêt
On retrouve sur la rue plusieurs maisons de ville traditionnelles.
Plusieurs sanctuaires shinto sont établis sur la rue, dont le Kamigoryō-jinja, dont la rue tire son nom. Le temple est fréquenté pour combattre la peste et les épidémies puisqu'il est dédié au Goryō, une pensée dictant que les catastrophes naturelles et les maladies sont causées par des esprits maléfiques. Les festivals importants ont lieu les 1er et 18 mai chaque année. Il y a aussi le Sarutahiko-jinja (猿田彦神社), petit sanctuaire anciennement très important, puisque visité notamment par Ashikaga Yoshimitsu. Détruit plusieurs fois durant la guerre d'Ōnin et dans les années qui ont suivi, il a été reconstruit en format réduit en 1793. Au carrefour avec Horikawa se trouve le Suika Tenman-gū (ja) (水火天満宮), dont la divinité est Sugawara no Michizane (菅原 道真). Juste à côté se trouve le temple bouddhiste Myōkaku-ji (ja) (妙覚寺), et dont la grande porte vient du Jūrakudai, château éphémère construit à la fin du XVIe siècle par Toyotomi Hideyoshi. Près de Koromonotana se trouve le temple bouddhiste Sairin-ji (西林寺).

Quelques lieux d'intérêts
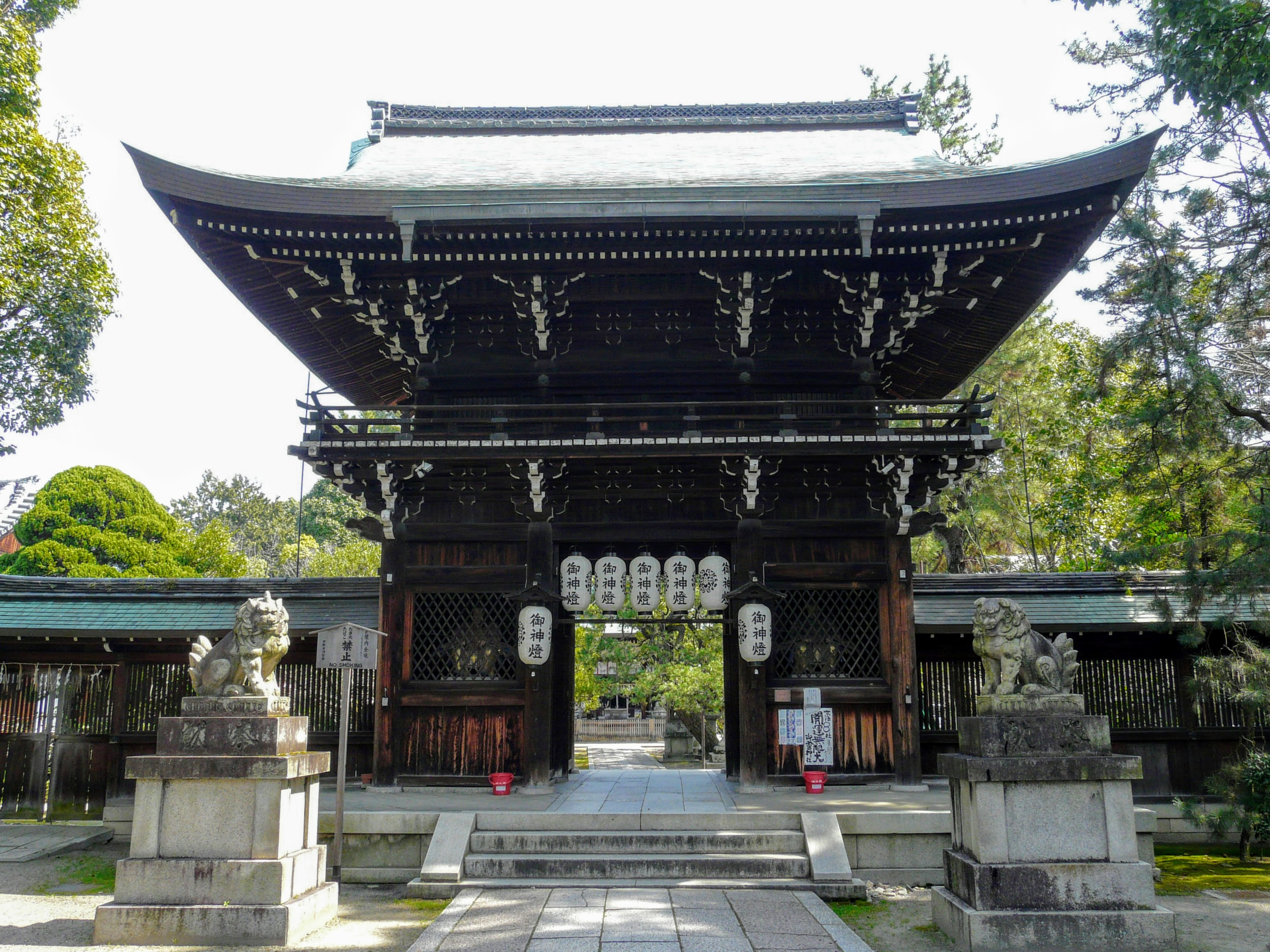
Sanctuaire Kamigoryō.
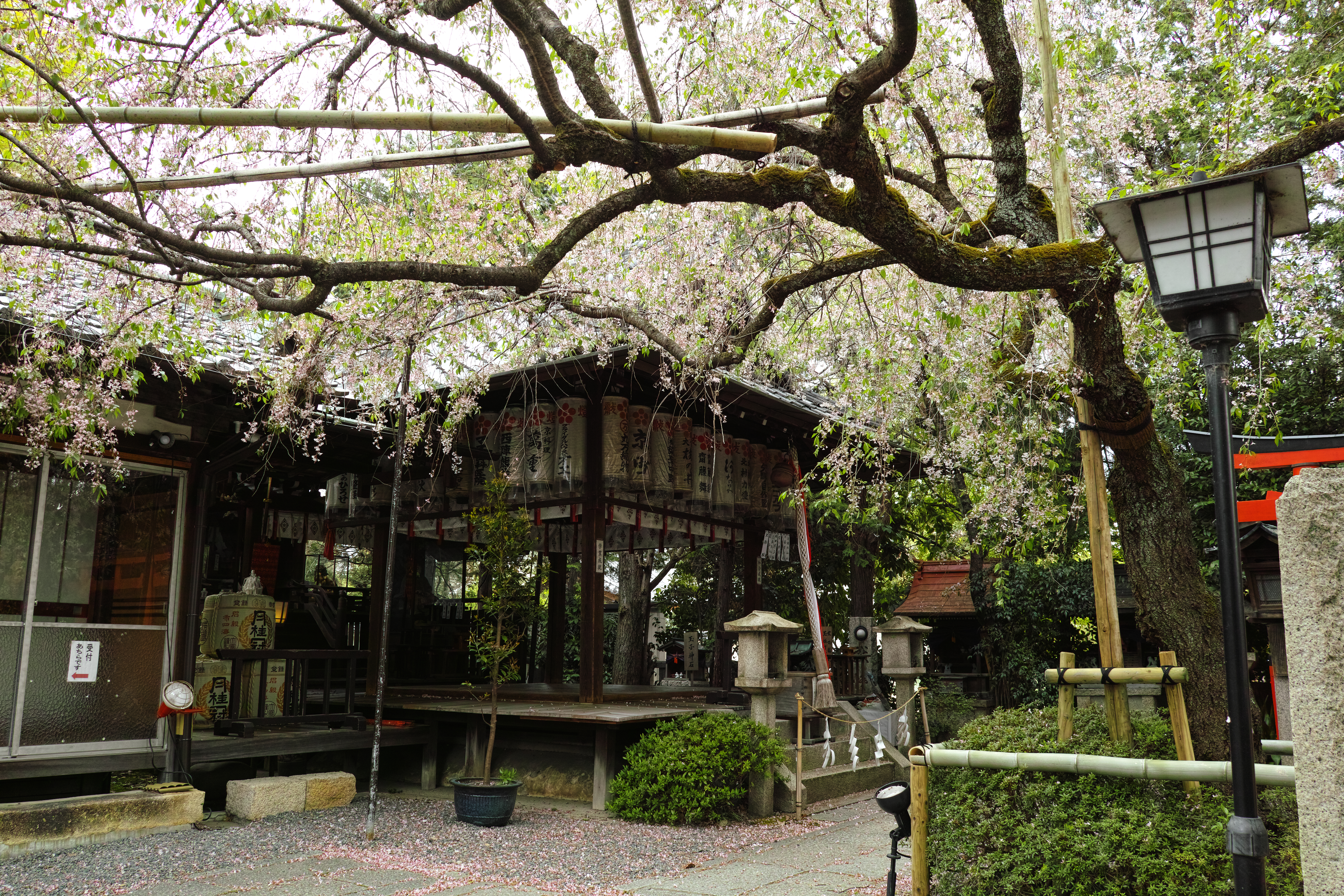
Suika Tenman-gū.
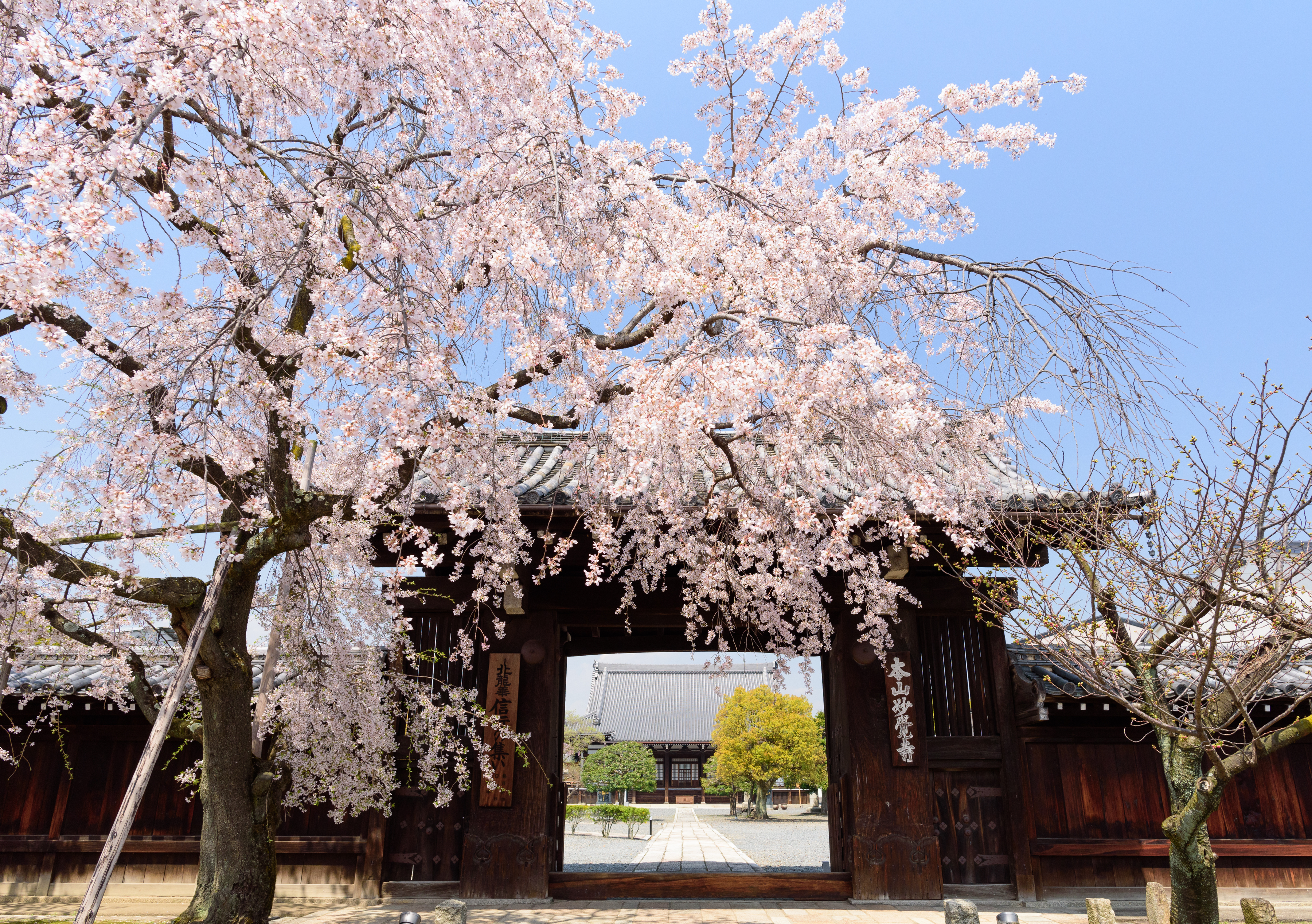
Grande porte (daimon) du Myōkaku-ji.